# Iungentitanais primitivus
Iungentitanais primitivus is een naaldkreeftjessoort uit de familie van de Cryptocopidae. De wetenschappelijke naam van de soort is voor het eerst geldig gepubliceerd in 1977 door Sieg.